# Virtual XI
Virtual XI este un album de heavy metal al trupei britanice Iron Maiden. Albumul a fost lansat pe 23 martie 1998 si este al unsprezecelea album de studio al formației.
Este al doilea, si ultimul album Maiden ce il are pe Blaze Bayley la voce.
Piesele "The Angel and the Gambler" și "Futureal" au fost lansate ca single-uri.

## Tracklist
1. "Futureal" (Harris, Bayley) – 2:55
2. "The Angel and the Gambler" (Harris) – 9:52
3. "Lightning Strikes Twice" (Murray, Harris) – 4:50
4. "The Clansman" (Harris) – 8:59
5. "When Two Worlds Collide" (Murray, Bayley, Harris) – 6:17
6. "The Educated Fool" (Harris) – 6:44
7. "Don't Look to the Eyes of a Stranger" (Harris) – 8:03
8. "Como Estais Amigos" (Gers, Bayley) – 5:30

## Componență
- Blaze Bayley - voce
- Steve Harris - bas
- Janick Gers - chitară
- Dave Murray - chitară
- Nicko McBrain - baterie